# Tribunal de Contas dos Municípios do Estado do Ceará
O Tribunal de Contas dos Municípios do Estado do Ceará (TCM-CE) foi um Órgão encarregado de fiscalizar e julgar as contas públicas relacionadas aos municípios do estado do Ceará.

## História
A origem do TCM-CE tem por base um congresso de municípios cearenses realizado em 1954 onde foi apontada a criação um órgão específico para a orientação técnica das administrações municipais. Em 16 de junho daquele ano, o Governador Raul Barbosa acataria aquela sugestão criando o Conselho de Assistência Técnica aos Municípios em 24 de junho de 1954, depois de rápida avaliação e aprovação pela Assembleia Legislativa do Estado do Ceará, Raul Barbosa sancionava a Lei nº 2.343, oficializando, assim, a criação do Conselho.
Com a Emenda nº 1, de 27 de maio de 1957, à Constituição Estadual de 1947, o Conselho teve suas atribuições ampliadas para auxiliar as câmaras municipais na fiscalização da "administração financeira dos Municípios, especialmente na execução do orçamento". Depois de nova Constituição estadual em 1967, na primeira emenda, em 1970 houve a transformação do Conselho de Assistência Técnica aos Municípios em Conselho de Contas dos Municípios. 
Em 1992 o conselho de contas passou a denominar-se Tribunal de Contas dos Municípios, tendo suas atribuições claramente definidas na sua nova Lei Orgânica, sancionada em 4 de agosto de 1993. 
Junto ao Tribunal de Contas oficiava um Ministério Público especializado, denominado Ministério Público de Contas.
No dia 21 de julho de 2017, a Assembleia Legislativa do Ceará aprovou uma Proposta de Emenda Constitucional que extinguiu o tribunal de contas dos municípios, sendo que suas atribuições foram transferidas para o tribunal de contas estadual.